# Usami Tadanobu
Usami Tadanobu (japanisch 宇佐美 忠信; geboren 31. Oktober 1925 in Tokio; gestorben 10. November 2011) war ein japanischer Gewerkschaftsführer.

## Leben und Wirken
Usami Tadanobu absolvierte das „Takachiho College of Economics“ (高千穂経済専門学校) (heute Takachiho University) in Tokio. Während des Zweiten Weltkriegs wurde er in einer Spezialangriffseinheit ausgebildet, kam aber nicht mehr zum Einsatz.
1946 trat Usami in das Textilunternehmen „Fuji Spinning“ (富士紡績) ein. Während er dort arbeitete, wurde er von Matsuoka Komakichis Ideen beeinflusst und setzte sich konsequent für die Förderung einer liberalen und demokratischen Arbeiterbewegung ein. Er beteiligte sich an der Bildung der „Zensen-Allianz“ (全繊同盟, Zensen dōmei), also der Allianz der Gewerkschaften der Textilunternehmen. 1955 wurde er stellvertretender Generalsekretär, 1961 Generalsekretär und von 1971 bis 1987 als Nachfolger von Takita Minoru Vorsitzender.
Daneben wurde Usami 1980 Vorsitzender der „All Japan Federation of Labour Unions“ (全日本労働総同盟, Zen Nihon rōdō sōdōmei), der eine rechtsgerichtete Politik betrieb. 1987 gründete die er „All Japan Federation of Civilian Workers' Unions“ (全日本民間労働組合連合会, Zen Nihon minkan rōdō kumiai rengō-kai) – kurz „Rengo“, und wurde stellvertretender Vorsitzender. Er war auch Vizepräsident des „Internationalen Bundes Freier Gewerkschaften“ (IBFG), Vorsitzender der „International Labour Foundation“.
Zum Schluss war Usami Vorsitzender des „Fuji Social Education Center“ (富士社会教育センター) und Berater der „Rengo“, Berater der „UI zensen dōmei“ (ＵＩゼンセン同盟). Zu seinen Schriften gehören „Washite dōzezu ̄– watashi to rōdō undō“ (和して同ぜずー私と労働運動) – „Seien wir gleich – ich und die Arbeiterbewegung“ (1996) und „Kokorozashi ni ikiru ― ashi wa shokuba ni, mune ni wa sokoku o, me wa sekai e“ (志に生きる―足は職場に、胸には祖国を、眼は世界へ) – „Dein Vorsatz sei – deine Füße am Arbeitsplatz, dein Herz bei deiner Heimat, deine Augen für Welt“ (2003).
1988 erhielt Usami die Ehrenmedaille am blauen Band. 1996 wurde er mit dem Orden des Heiligen Schatzes erster Klasse ausgezeichnet.